# Metropolia Gwangju
Metropolia Gwangju – metropolia Kościoła rzymskokatolickiego z siedzibą w Gwangju, w Korei Południowej. Erygowana w dniu 10 marca 1962. W skład metropolii wchodzi 1 archidiecezja i 2 diecezje.
W skład metropolii wchodzą:
- Archidiecezja Gwangju
  - Diecezja Czedżu
  - Diecezja Jeonju